# János Áder
János Áder (Csorna, 9 maggio 1959) è un politico ungherese, già Ministro della Giustizia nel secondo governo Orbán e Presidente dell'Ungheria dal 2012 al 2022.

## Biografia

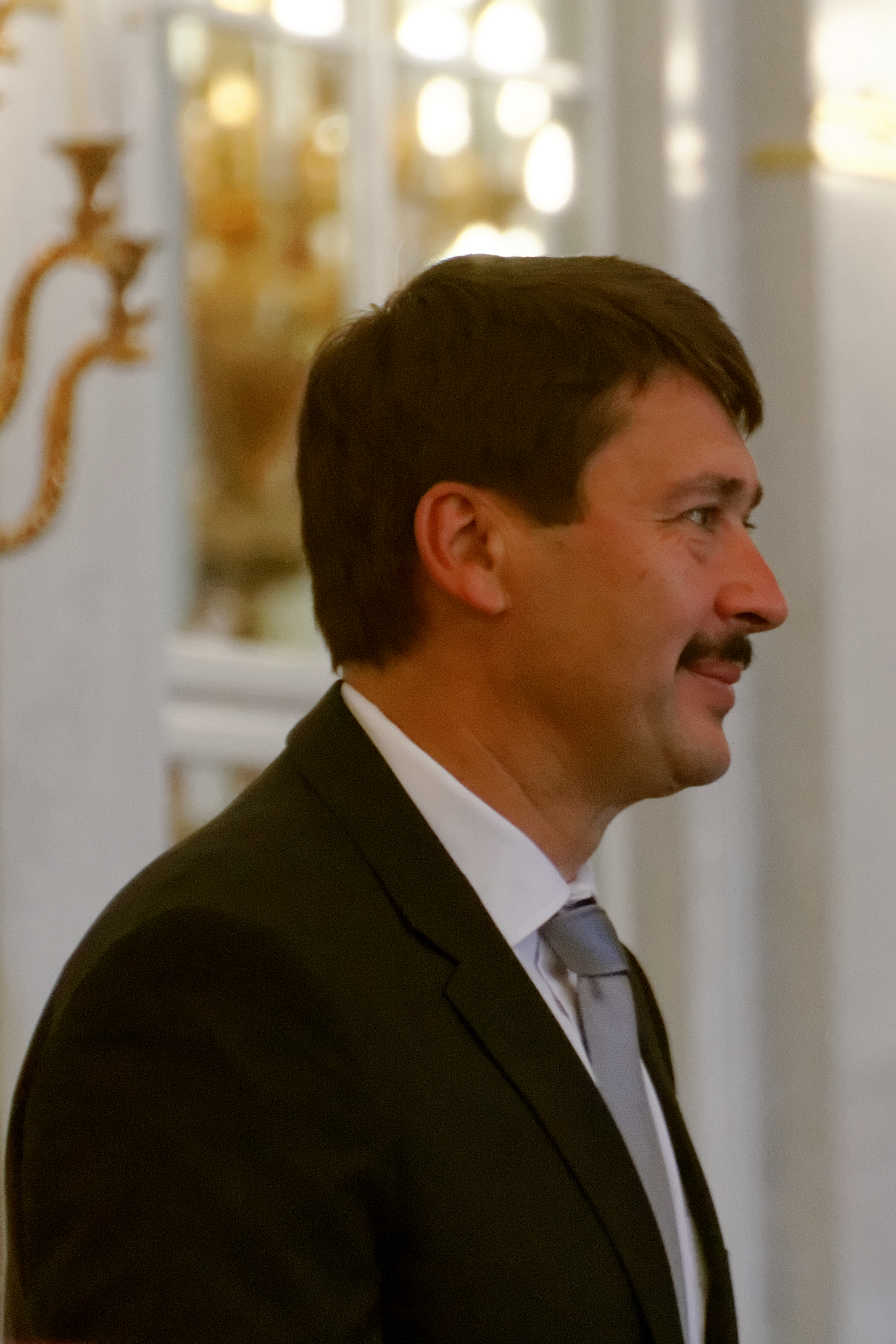
János Áder nel 2013.

Nato in una famiglia cattolica in un piccolo paese nel nord-est dell'Ungheria, cresce e studia a Csorna, quindi si trasferisce a Budapest dove si laurea in legge all'Università Loránd Eötvös. Membro fondatore di Fidesz e stretto collaboratore di Viktor Orbán, dal 18 giugno 1998 al 15 maggio 2002 è stato Presidente dell'Assemblea nazionale, divenendone poi vicepresidente.
Il 10 maggio 2012 è eletto Presidente dell'Ungheria con 262 favorevoli e 40 contrari in seguito alle dimissioni di Pál Schmitt per lo scandalo della tesi di laurea copiata. È il quinto rappresentante dello Stato ungherese dal crollo del comunismo. È rieletto nel marzo 2017 alla seconda votazione con una maggioranza di 131 voti su 170 battendo il candidato del centrosinistra e dei verdi di LMP Laszlo Majtényi.

## Vita privata
Dal 1984 Áder è sposato con Anita Herczegh, giudice di professione.  Hanno tre figlie, Orsolya, Borbála, Júlia e un figlio, András.
János Áder ha una sorella, Annamária (nata nel 1960), insegnante liceale di biologia e geografia, che ha sposato il calciatore e manager Gábor Pölöskei ed è stata nominata capo del Klebelsberg Institution Maintenance Center (KLIK) il 1º marzo 2016.
Il suocero di Áder, Géza Herczegh, è stato giudice della Corte internazionale di giustizia dell'Aia dal 1993 al 2003.